# Krzysztof Filipczak
Krzysztof Filipczak (ur. 23 września 1975 w Kielcach) – polski futsalista (zawodnik z pola), piłkarz nożny, w latach 1996–2007 reprezentant Polski w futsalu (m.in. uczestnik Mistrzostw Europy 2001). Z 308. zdobytymi bramkami jest drugim strzelcem w historii ekstraklasy futsalowej.
Pierwszym futsalowym klubem Filipczaka był Goldenmajer Kraków, dla którego strzelił w sumie 26. bramek. Swoje pierwsze Mistrzostwo Polski zdobył w sezonie 1998/1999 z PA Nova Gliwice. Z Gliwickim klubem dwukrotnie sięgał po Puchar Polski i strzelił dla tej drużyny 74. bramki w I lidze. Kolejną drużyną w karierze tego zawodnika był Baustal Kraków, z którym w sezonie 2004/2005 zdobył swój drugi tytuł mistrzowski. Z Baustalem zdobył także dwa kolejne Puchary Polski. Dla krakowskiej drużyny strzelił w sumie 112. bramek w najwyższej klasie rozgrywkowej, dwa razy zdobywając koronę króla strzelców ligi. W 2004 roku zajął 44. miejsce w plebiscycie Futsal Awards. Kolejne trofea Krzysztof Filipczak zdobywał dla Clearexu Chorzów, z którym w sezonach 2005/2006 i 2006/2007 sięgał po Mistrzostwa Polski. Potem zdobył jeszcze dwa kolejne Puchary Polski - w 2008 roku z Kupczykiem Kraków i w 2011 roku z Wisłą Krakbet Kraków.
Wychowanek Krakusa Nowa Huta. Na otwartych boiskach występował m.in. w Kablu Kraków, Okocimskim KS Brzesko, Kmicie Zabierzów i Puszczy Niepołomice.
W 2012 roku za korupcję został wykluczony ze struktur PZPN. Oznacza to, że nie może on występować w żadnych rozgrywkach na szczeblu centralnym zarówno w futsalu, jak i w piłce nożnej.